# 사무드라굽타

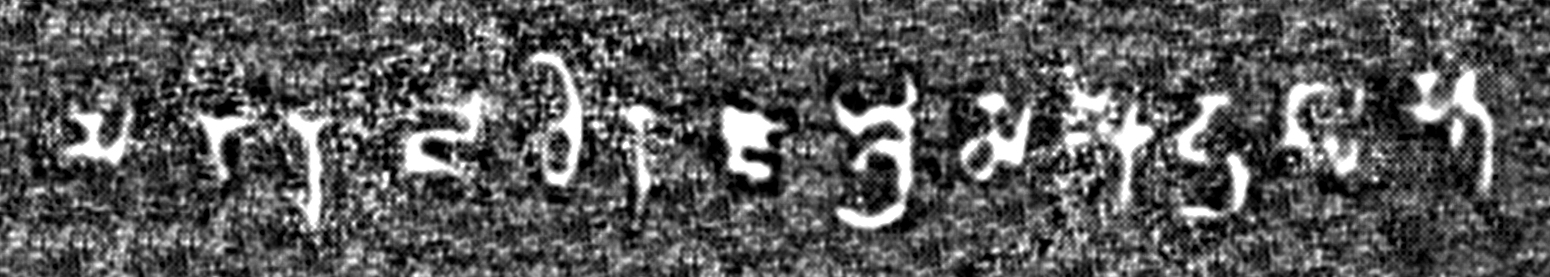

사무드라굽타(굽타 문자:  사-무-드라-굽타, (재위 c. 335–375 CE)는 고대 인도의 굽타 제국의 제2대 황제였다. 군사적 천재이자 예술의 후원자였던 그는 인도 역사상 가장 위대한 통치자 중 한 명으로 평가받는다. 굽타 황제 찬드라굽타 1세와 리차비 왕조 공주 쿠마라데비의 아들인 그는 왕국을 물려받아 군사적 원정을 통해 광대한 제국으로 탈바꿈시켰다. 그의 통치는 정치적 확장, 행정 효율성, 그리고 특히 산스크리트어 문학과 힌두교 의례에 대한 문화적 후원으로 특징지어진다. 전사, 행정가, 학자들의 후원자로서 사무드라굽타의 유산은 굽타 제국의 황금기에 기여했다.
그의 신하 하리세나가 지은 알라하바드 기둥 비문, 프라샤스티 (찬사)는 그에게 광범위한 군사적 정복을 부여한다. 이 비문은 그가 북인도의 여러 왕들을 물리치고 그들의 영토를 제국에 병합했다고 언급한다. 그는 또한 인도의 남동부 해안을 따라 행군하여 팔라바 왕조의 칸치푸람까지 남진했다. 또한 그는 여러 국경 왕국과 부족 과두제를 복속시켰다. 그의 권력이 절정에 달했을 때, 그의 직접 통치하에 있는 제국은 서쪽의 라비강 (현재의 펀자브)에서 동쪽의 브라마푸트라강 (현재의 아삼주)까지, 그리고 북쪽의 히말라야 산기슭에서 남서쪽의 중앙 인도까지 뻗어 있었다. 남동부 해안을 따라 있는 여러 통치자들도 그의 조공국이었다. 이 비문은 또한 많은 이웃 통치자들이 그를 기쁘게 하려고 노력했다고 언급하는데, 이는 아마도 그들과의 우호적인 관계를 의미할 것이다.
그는 제국의 주권을 증명하기 위해 아슈바메다 제사를 지냈으며 전투에서 무패였다. 그의 금화와 비문은 그가 뛰어난 시인이었으며, 비나와 같은 악기를 연주하기도 했음을 시사한다. 그의 팽창주의 정책은 그의 아들이자 후계자인 찬드라굽타 2세에 의해 계승되었다.

## 시대
현대 학자들은 사무드라굽타의 통치 시작 시기를 대략 319년부터 350년까지 다양하게 제시한다.
굽타 왕의 비문은 굽타기원을 따르며, 그 기원은 일반적으로 서기 319년경으로 거슬러 올라간다. 그러나 이 시대의 창시자 신원은 논쟁의 여지가 있으며, 학자들은 그 설립을 찬드라굽타 1세 또는 사무드라굽타에게 다양하게 귀속시킨다. 찬드라굽타 1세는 노년에 접어들면서 자신의 아들을 후계자로 임명했음을 프라야그 기둥 비문이 시사하므로, 그는 아마도 오랜 통치를 했을 것이다. 그러나 그의 통치 기간은 정확하지 않다. 이러한 이유로 사무드라굽타의 통치 시작도 불확실하다.
만약 사무드라굽타가 굽타기원의 창시자로 간주된다면, 그의 즉위는 서기 319-320년경으로 거슬러 올라갈 수 있다. 반면에 그의 아버지 찬드라굽타 1세가 굽타기원의 창시자로 간주된다면, 사무드라굽타의 즉위는 더 늦은 날짜로 거슬러 올라가야 한다. 사무드라굽타는 아누라다푸라 왕국의 메가바르나 왕과 동시대 인물이었지만, 이 왕의 통치 기간 또한 불확실하다. 가우타마 붓다의 죽음에 대해 스리랑카에서 채택된 전통적인 계산에 따르면, 그는 서기 304-332년에 통치했다. 그러나 빌헬름 가이거와 같은 현대 학자들이 채택한 수정된 연대기에서는 그의 통치를 서기 352-379년으로 할당한다. 전자의 날짜를 받아들이면 사무드라굽타의 즉위는 서기 320년경으로 놓이고, 후자의 날짜를 받아들이면 서기 350년경으로 놓인다.
사무드라굽타의 통치 종료 시기 또한 불확실하다. 사무드라굽타의 손녀 프라바바티굽타는 그의 아들 찬드라굽타 2세의 통치 기간인 서기 380년경에 결혼한 것으로 알려져 있다 (굽타기원의 시작을 서기 319년경으로 가정). 따라서 사무드라굽타의 통치 종료는 이 해 이전에 놓일 수 있다.
사무드라굽타의 통치 기간에 대한 다양한 추정치는 다음과 같다.
- A. S. Altekar: 서기 330–370년경[5]
- A. L. Basham: 서기 335–376년경[5]
- S. R. Goyal: 서기 350–375년경[5]
- Tej Ram Sharma: 서기 353–373년경[9]

## 즉위
사무드라굽타는 굽타 황제 찬드라굽타 1세와 리차비 씨족 출신의 왕비 쿠마라데비의 아들이었다. 그의 단편적인 에란 석각 비문은 그의 아버지가 "헌신, 의로운 행동, 용맹" 때문에 그를 후계자로 선택했다고 명시한다. 그의 알라하바드 기둥 비문 또한 찬드라굽타 1세가 대신들 앞에서 그를 고귀한 사람이라고 부르며 "세상을 보호하도록" 임명했다고 유사하게 묘사한다. 이러한 묘사는 찬드라굽타 1세가 노년에 황위를 포기하고 자신의 아들을 다음 황제로 임명했음을 시사한다.
알라하바드 기둥 비문에 따르면, 찬드라굽타 1세가 그를 다음 황제로 임명했을 때, "동등한 출신"의 다른 사람들의 얼굴은 "우울한 표정"을 지었다고 한다. 한 가지 해석은 이 다른 사람들이 이웃 왕들이었으며, 사무드라굽타의 즉위는 논쟁의 여지가 없었다는 것이다. 다른 이론은 이 다른 사람들이 황위에 대한 경쟁적인 주장을 가진 굽타 황자들이었다는 것이다. 만약 찬드라굽타 1세 황제에게 정말 여러 아들이 있었다면, 리차비 공주의 아들로서의 사무드라굽타의 배경이 그에게 유리하게 작용했을 가능성이 높다.
현대 학자들 사이에서 신원이 논쟁 중인 카차라는 굽타 통치자의 주화는 그를 "모든 왕의 멸절자"로 묘사한다. 이 주화들은 사무드라굽타가 발행한 주화와 매우 유사하다. 한 가지 이론에 따르면, 카차는 사무드라굽타의 이전 이름이었고, 황제는 나중에 자신의 제국의 영토를 바다까지 확장한 후 사무드라("대양")라는 통치 이름을 채택했다. 또 다른 이론은 카차가 사무드라굽타의 황위 계승에 반대했던 별개의 황제 (아마도 왕위에 대한 경쟁자)이었다는 것이다.

## 군사 작전 및 영토 확장

사무드라굽타 통치 말기인 서기 375년경 굽타 제국의 추정 범위

굽타 비문은 사무드라굽타가 놀라운 군사 경력을 가지고 있었음을 시사한다. 사무드라굽타의 에란 석각 비문은 그가 "모든 왕의 부족"을 그의 주권 아래 두었으며, 그의 적들이 꿈에서 그를 생각할 때에도 두려워했다고 명시한다. 이 비문은 패배한 왕의 이름을 명시하지 않지만 (아마도 주요 목적이 사원에 비슈누 신상을 설치한 것을 기록하는 것이었기 때문), 이때까지 사무드라굽타가 여러 왕을 정복했음을 시사한다. 후대의 알라하바드 기둥 비문은 사무드라굽타의 장관이자 군사 장교인 하리세나가 쓴 찬양으로, 그에게 광범위한 정복을 부여한다. 이는 사무드라굽타의 군사 정복에 대한 가장 자세한 설명을 제공하며, 주로 지리적이고 부분적으로는 연대순으로 나열한다. 이 비문은 사무드라굽타가 백 번의 전투를 치르고, 영광의 표식처럼 보이는 백 개의 상처를 입었으며, 프라크라마(용맹)라는 칭호를 얻었다고 명시한다. 찬드라굽타 2세의 마투라 석각 비문은 사무드라굽타를 "모든 왕의 멸절자"이자 동등하게 강력한 적이 없는 자, 그리고 "명성이 사해의 물에 의해 맛보아진" 사람으로 묘사한다.
현대 학자들은 사무드라굽타가 광범위한 군사 작전을 펼친 가능한 동기에 대해 다양한 의견을 제시한다. 알라하바드 기둥 비문은 사무드라굽타의 목표가 지구의 통일(dharani-bandha)이었음을 시사하는데, 이는 그가 차크라바르틴 (보편적 통치자)이 되기를 열망했을 수도 있음을 시사한다. 그가 패배시킨 나가족의 아슈바메다 공연 또한 그에게 영향을 미쳤을 수 있다. 그의 남부 원정은 인도와 동남아시아 간의 무역 통제를 위한 경제적 고려에 의해 동기 부여되었을 수 있다.

### 초기 승리
알라하바드 기둥 비문의 초기 부분은 사무드라굽타가 아츄타, 나가세나 및 비문의 손상된 부분에서 이름이 사라진 통치자를 "뿌리 뽑았다"고 언급한다. 세 번째 이름은 "-가"로 끝나며, 일반적으로 가나파티-나가로 복원된다. 왜냐하면 아츄타-난딘(아츄타와 동일인으로 추정됨), 나가세나, 가나파티-나가는 비문의 후반부에 사무드라굽타가 패배시킨 아리아바르타 (북인도) 왕들 중 다시 언급되기 때문이다. 이 왕들은 현재 우타르프라데시주 서부의 통치자로 식별된다(아래 참조). 비문에 따르면, 사무드라굽타는 이 통치자들이 용서를 구한 후 그들을 복직시켰다.
이 세 왕의 이름이 비문에서 나중에 반복되는 이유는 명확하지 않다. 한 가지 이론에 따르면, 이 세 왕은 사무드라굽타의 아버지가 사망한 후 그에게 반란을 일으킨 봉신 통치자들이었다. 사무드라굽타는 반란을 진압하고, 그들이 용서를 구한 후 그들을 복직시켰다. 나중에 이 통치자들은 다시 반란을 일으켰고, 사무드라굽타는 그들을 다시 물리쳤다. 또 다른 가능성은 비문의 저자가 사무드라굽타의 아리아바르타에서의 후기 정복을 묘사하면서 이 왕들이 그 지역에 속했기 때문에 이 이름을 반복해야 한다고 생각했을 뿐이라는 것이다.
사무드라굽타는 코타 가문의 후예를 포획하기 위해 군대를 파견했는데, 그 신원은 불확실하다. 코타족은 현재 펀자브의 통치자였을 수 있으며, "코타"라는 글씨와 시바 신과 그의 황소 상징이 새겨진 주화가 발견되었다.
비문에는 굽타군이 코타 통치자를 사로잡았고, 사무드라굽타 자신은 푸슈파라는 도시에서 "놀았다"(또는 즐거워했다)고 명시되어 있다. (푸슈파푸라라는 이름은 사무드라굽타 시대에 파탈리푸트라를 지칭했지만, 나중에는 칸야쿠브자를 지칭하는 데 사용되었다.) 현대 학자들은 "놀았다"는 단어를 다양하게 해석한다. 한 가지 이론에 따르면, 이 부분은 사무드라굽타의 황자 시절 업적을 묘사한다. 또 다른 해석은 사무드라굽타가 이 원정에 군대를 파견하는 동안, 자신은 수도에 머물렀다는 것이다. 또한 시인이 이 원정들이 왕의 직접적인 전투 참여를 필요로 하지 않는 사소한 일이었다는 것을 전달하고자 했을 수도 있다.

### 남부 정복
알라하바드 기둥 비문에 따르면, 사무드라굽타는 남부 지역인 닥시나파타의 다음 왕들을 포로로 잡았다가 나중에 풀어주었다.
1. 코살라의 마헨드라
2. 마하칸타라의 비아그라-라자
3. 쿠랄라의 만타라자
4. 피슈타푸라의 마헨드라기리
5. 코투라의 스바미닷타
6. 에란다팔라의 다마나
7. 비슈누굽타 칸치의
8. 아바묵타의 닐라라자
9. 벵기의 하스티바르만
10. 팔라카의 우그라세나
11. 데바라슈트라의 쿠베라
12. 쿠슈탈라푸라의 다난자야

이들 왕 중 일부의 정확한 신원은 현대 학자들 사이에서 논쟁이 되고 있지만, 이 왕들이 인도 동해안에 위치한 지역을 통치했다는 것은 분명하다. 사무드라굽타는 아마도 중앙 인도의 숲 지대를 통과하여 현재 오디샤주에 있는 동해안에 도달한 후 벵골만 해안을 따라 남쪽으로 진군했을 것이다.

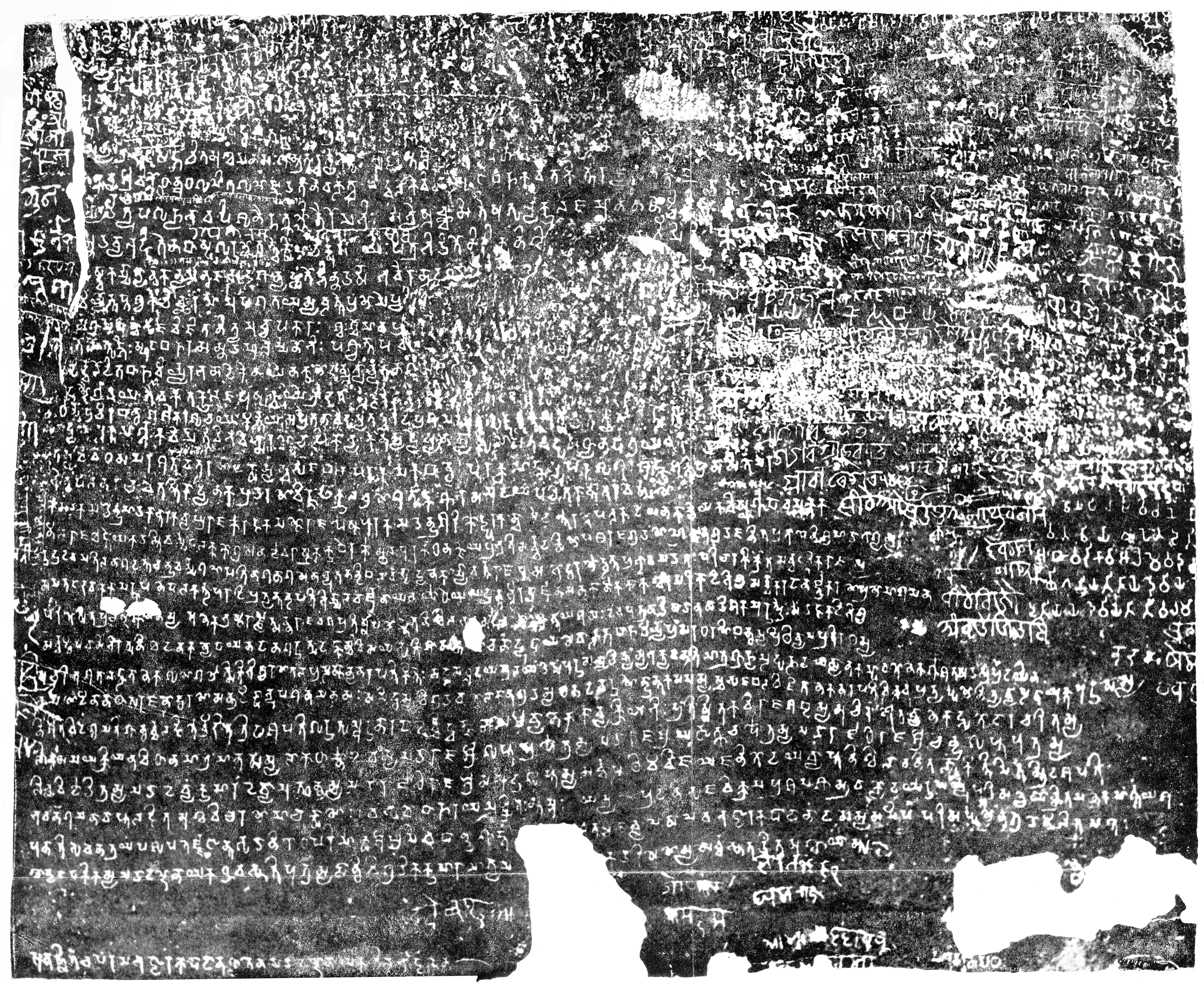
브라흐미 문자로 쓰인 사무드라굽타의 알라하바드 석주 비문의 텍스트.

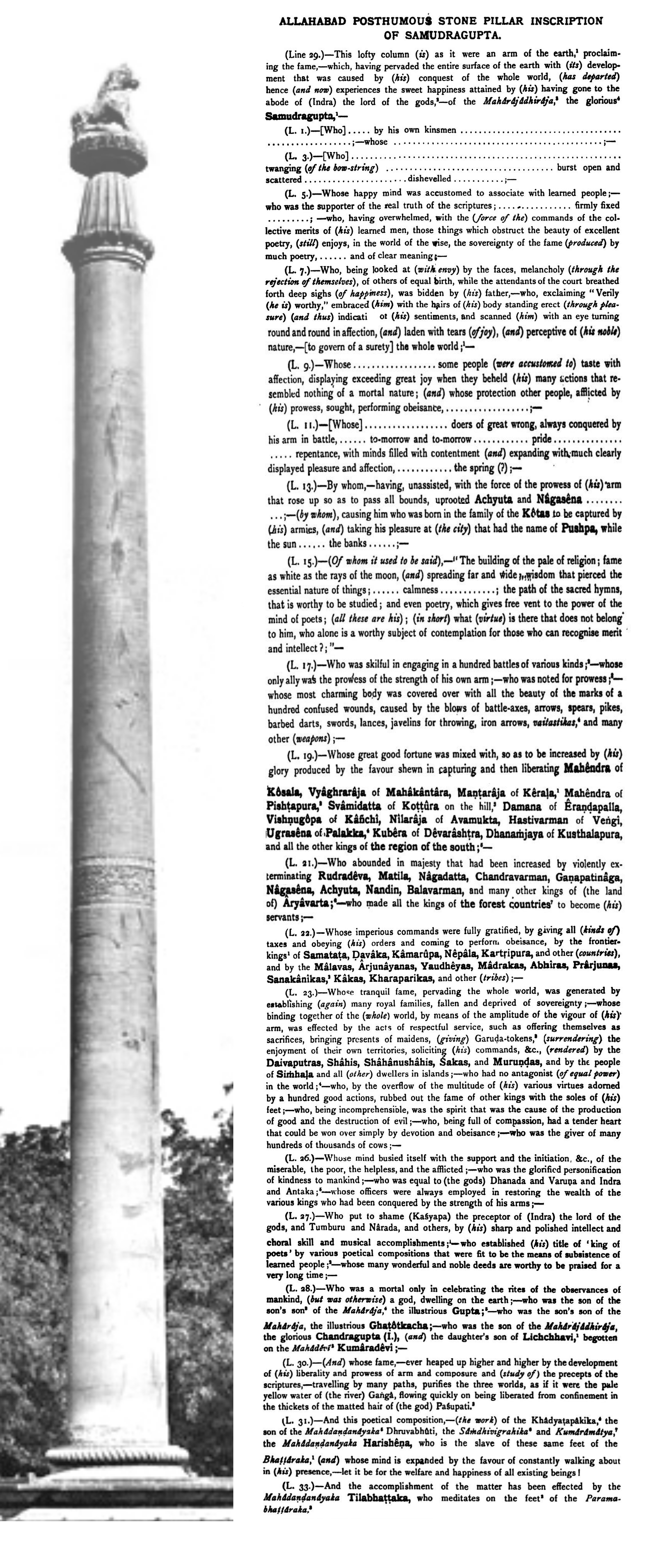
사무드라굽타의 알라하바드 비문 번역

비문은 사무드라굽타가 나중에 이 왕들을 풀어주고, 그들에게 호의를 베풀었다(아누그라하)고 명시한다. 대부분의 현대 학자들은 사무드라굽타가 이 통치자들을 자신의 조공국으로 복귀시켰다고 이론화한다. M. G. S. Narayanan은 《아르타샤스트라》에서의 발생을 바탕으로 아누그라하라는 단어를 다르게 해석한다. 그는 사무드라굽타가 동맹을 확보하기 위해 이 왕국들에게 "보호와 지원"을 제공했다고 이론화한다.
J. 뒤브뢰유와 B. V. 크리슈나라오 같은 일부 학자들은 사무드라굽타가 크리슈나강까지만 진격했으며, 남부 왕들이 그에 대항하는 강력한 연맹을 결성하자 전투 없이 후퇴할 수밖에 없었다고 이론화했다. 이 학자들에 따르면, 사무드라굽타가 이 왕들을 풀어주었다는 주장은 사무드라굽타의 신하가 황제의 실패를 덮으려는 시도라는 것이다. 그러나 남부 왕들이 사무드라굽타에 대항하여 연맹을 결성했다는 증거는 없다. 역사가 아슈비니 아그라왈은 사로잡힌 왕을 풀어주는 것은 고대 인도 정치 이념에 부합한다고 지적한다. 예를 들어, 코우틸랴는 세 가지 유형의 정복자를 정의한다. 정복자의 주권을 인정하는 대가로 패배한 왕을 복원하는 의로운 정복자(다르마-비자이), 패배한 왕의 재산을 빼앗지만 목숨은 살려주는 탐욕스러운 정복자(로바-비자이), 그리고 패배한 왕의 영토를 병합하고 그를 죽이는 악마적인 정복자(아수라-비자이)이다. 이러한 정치 이념은 굽타 시대에도 존재했는데, 칼리다사가 《라구밤샤》에서 "의로운 승리한 군주(라구)는 사로잡혀 풀려난 마헨드라 영주의 왕권을 빼앗았을 뿐, 그의 왕국은 빼앗지 않았다"고 언급한 것에서 알 수 있다. 따라서 사무드라굽타는 의로운 정복자처럼 행동하여 패배한 왕들을 자신의 봉신으로 복원했을 가능성이 높다.
코살라의 마헨드라
여기서 코살라는 현재 차티스가르주와 오디샤주의 일부를 포함하는 닥시나코살라를 지칭한다. 한 가지 이론은 코살라의 마헨드라를 날라 왕조의 마헨드라디티아라는 왕과 동일시한다.
마하칸타라의 비아그라-라자
역사가 K. P. Jayaswal은 마하칸타라(문자적으로 "거대한 황야")를 현재 차티스가르주의 바스타르-칸케르 지역으로 식별한다. 또 다른 이론에 따르면, 마하칸타라는 현재 제이포레 주변의 숲 지역 이름으로 사용되는 동의어인 마하바나와 동일하다.
초기 역사가들은 마하칸타라를 중앙 인도의 한 지역으로 식별했으며, 비아그라-라자를 바카타카 봉신 비아그라-데바와 동일시했다. 그의 비문은 나흐나에서 발견되었다. 그러나 이 식별은 사무드라굽타가 바카타카와 싸운 적이 없기 때문에 현재는 부정확한 것으로 간주된다.
쿠랄라의 만타라자
닥시나 코살라 지역을 통치했던 샤라바푸리야 왕조의 나렌드라 왕의 라완 비문에는 만타라자-북티("만타라자 지역")라는 지역이 언급되어 있다. 따라서 K. D. 바지파이와 같은 일부 역사가들은 만타라자가 닥시나 코살라 지역을 통치했던 왕이라고 이론화한다. 역사가 A. M. Shastri는 이 이론에 이의를 제기하며, 코살라(즉, 닥시나 코살라)의 통치자는 알라하바드 기둥 비문에서 별도로 언급되어 있다고 주장한다.
로렌츠 프란츠 킬른은 쿠랄라가 7세기 왕 풀라케신 2세의 아이홀레 비문에 언급된 카우랄라(또는 쿠날라)와 동일하며, 이를 현재 안드라프라데시주의 콜레루 호수 주변 지역으로 식별했다. H. C. 라이차우두리는 이 식별에 이의를 제기하며, 이 지역이 알라하바드 기둥 비문에서 별도로 언급된 하스티바르만의 벵기 왕국의 일부였음을 지적한다.
쿠랄라에 대한 다른 제안된 식별로는 오디샤의 반자나가르 (구 러셀콘다) 근처의 콜라다; 및 11세기 왕 라자라자 1세의 마헨드라기리 비문에 언급된 지역으로, 현재 텔랑가나의 체를라와 동일시되는 쿨룰라가 있다.
피슈타푸라의 마헨드라기리
피슈타푸라는 현재 안드라프라데시주의 피타푸람이다. 산스크리트어로 기리(giri)는 언덕을 의미하므로, J. F. 플리트는 "마헨드라기리"가 사람의 이름이 될 수 없다고 추측했다. 그는 그 구절(Mahendragiri-Kautturaka-Svamidatta)이 "마헨드라"라는 왕과 스바미닷타가 통치했던 "언덕 위의 코투라"라는 장소를 지칭한다고 제안했다. 그러나 플리트의 번역은 잘못되었다. 그 구절은 피슈타푸라의 마헨드라기리와 코투라의 스바미닷타를 두 명의 다른 인물로 명확하게 언급하고 있다. G. 람다스는 그 구절을 스바미닷타가 피슈타푸라와 "마헨드라기리 근처의 코투라"의 통치자였다는 의미로 해석했고, 바우 다지는 "피슈타푸라, 마헨드라기리, 코투라의 스바미닷타"로 번역했다. 그러나 이 번역들도 잘못되었다. 왕의 이름에 대한 우려는 유효하지 않다. 여러 역사 기록에는 기리(giri) 또는 그 동의어인 아드리(adri)로 끝나는 이름이 언급되어 있다.
코투라의 스바미닷타
스바미닷타는 아마도 사무드라굽타가 칼링가 지역을 통과할 때 저항했던 족장 중 한 명이었을 것이다. 코투라는 현대 스리카쿨람구, 안드라프라데시주의 코투루(또는 코투르)와 동일시된다(파랄라케문디 근처, 오디샤주). 다른 제안들은 현재 안드라프라데시주의 다른 비슷한 이름의 장소와 동일시한다.
에란다팔라의 다마나
에란다팔라의 제안된 식별로는 스리카쿨람 근처의 에란다팔리, 무칼링암 근처의 마을, 비사카파트남구의 옌디팔리, 그리고 서고다바리구의 엔디팔리가 있다.
[비슈누굽타
비슈누굽타는 칸치푸람의 팔라바 왕조 통치자로 확인된다. 사무드라굽타의 침공은 그가 조카 스칸다바르만 3세의 섭정으로 활동했을 때 일어났을 것이다.
아바묵타의 닐라라자
아바묵타의 정체는 불확실하다. 브라흐만다 푸라나에는 가우타미강(즉, 고다바리강) 유역에 위치한 "아비묵타-크셰트라"라는 지역이 언급되어 있는데, 이는 사무드라굽타 비문의 아바묵타와 동일시될 수 있다. 일부 역사서에서는 바라나시 주변 지역을 아바묵타-크셰트라라고 부르지만, 바라나시는 닥시나파타에 위치하지 않으므로, 비문에 언급된 아바묵타는 확실히 아니다.
벵기의 하스티바르만
하스티바르만은 안드라프라데시주 벵기 (현대 페다베기)의 샬란카야나 왕이었다.
팔라카의 우그라세나
J. 뒤브뢰유는 팔라카를 여러 팔라바 왕조 비문에 팔라카다라고 언급된 장소와 동일시했다. 이 장소는 아마도 팔라바 부왕령의 본부였을 것이다. 예를 들어, 유바-마하라자 (왕자) 비슈누고파-바르만의 우루바팔리 증여 비문은 팔라카다에서 발행되었다.
G. 람다스는 팔라카를 넬로르구의 우다야기리와 벵카타기리 사이에 위치한 파카이와 동일시했으며, 10세기 촐라 왕 라자라자 1세의 비문에 파카-나두, 판카-나두, 또는 파카이-나두로 언급된 장소와 동일하다고 이론화했다.
데바라슈트라의 쿠베라
한 가지 이론에 따르면, 데바-라슈트라는 현재 안드라프라데시주 북부의 역사적인 칼링가 지역에 위치했다. 이 지역의 피슈타푸라에서 발행된 바시슈타 왕조의 아난타바르만 왕의 스룽가바라푸코타 비문은 그의 할아버지 구나바르만을 데바-라슈트라디파티("데바-라슈트라의 군주")로 묘사한다. 10세기 벵기 찰루키아의 비마 1세 왕의 카심코타 비문은 칼링가에 데바-라슈트라라는 비샤야 (지구)를 언급한다. 이를 바탕으로 J. 뒤브뢰유는 데바라슈트라를 현재 옐라만칠리 탈루카의 한 지역으로 식별했다. 사무드라굽타 시대에는 칼링가 지역이 여러 소왕국으로 나뉘어 있었던 것으로 보이며, 여기에는 코투라, 피슈타푸라, 데바라슈트라가 포함되었을 수 있다.
쿠슈탈라푸라의 다난자야
B. V. 크리슈나라오는 사무드라굽타 비문의 다난자야가 단야카타카 (현재 안드라프라데시주 다라니코타)의 족장들이 자신들의 혈통을 주장하는 다난자야와 동일할 수 있다고 추측했다. 그는 쿠슈탈라푸라를 현재 텔랑가나주 아레루 강변에 위치한 콜라누파카(또는 콜리팍)와 동일시했다. 또 다른 이론은 쿠슈탈라푸라를 닥시나 코살라 근처 쿠샤스타리 강 주변 지역과 동일시한다.

### 북부 정복
알라하바드 기둥 비문에 따르면, 사무드라굽타는 북부 지역인 아리아바르타의 다음 왕들을 "강제로 뿌리 뽑았다".
1. 루드라데바
2. 마틸라
3. 나가닷타
4. 찬드라바르만
5. 가나파티나가
6. 나가세나
7. 아츄타-난딘
8. 발라바르만

남부 왕들과 달리, 비문은 이 왕들이 통치했던 영토를 언급하지 않는데, 이는 그들의 왕국이 굽타 제국에 병합되었음을 시사한다. 비문은 또한 사무드라굽타가 다른 왕들을 물리쳤지만, 그들의 이름은 언급하지 않는데, 아마도 시인이 그들을 중요하지 않게 보았기 때문일 것이다.
루드라데바
루드라데바는 카우샴비에서 발견된 루드라라는 이름의 주화를 가진 왕과 동일할 수 있다. 또 다른 이론은 루드라데바를 우자인의 서사트라프 (사카족) 왕인 루드라다만 2세 또는 루드라세나 3세와 동일시한다.
K. N. 딕시트와 K. P. 자야스와르와 같은 일부 초기 학자들은 루드라데바를 바카타카 왕 루드라세나 1세와 동일시했다. 그러나 사무드라굽타의 비문은 루드라데바를 북부 지역(아리아바르타)의 왕으로 명시하는 반면, 바카타카족은 남부 지역(닥시나파타)에서 통치했으므로 이 식별은 부정확해 보인다. 이 식별을 지지하는 논거는 루드라세나가 사무드라굽타에 대한 종속적 지위를 나타내는 "황제(samrat)"와 달리 "마하라자"("대왕") 칭호를 사용했다는 것이다. 그러나 여러 주권적인 바카타카 왕들이 마하라자 칭호를 사용했다. 오직 프라바라세나 1세만이 바자페야 제사를 수행한 후 황제 칭호를 취했다. 루드라세나의 후손인 프리트비세나 2세의 비문은 바카타카 왕국이 백 년 동안 번성했다고 언급하며, 루드라세나의 통치 기간 동안 바카타카 통치가 중단되지 않았음을 시사한다.
마틸라
마틸라의 신원은 확실하지 않다. 이전에 마틸라는 불란드샤르에서 발견된 테라코타 인장으로 알려진 마틸라와 동일시되었다. 그러나 이 마틸라가 통치자였다는 증거는 없으며, 금석학자 자간나트 아그라왈은 고문서학적 근거로 이 인장의 연대를 6세기로 추정했다.
나가닷타
나가닷타는 다른 비문이나 주화에서 알려지지 않았지만, 그의 이름은 그가 나가 분파의 통치자였을 수 있다는 추측을 불러일으켰다. D. C. 시르카르는 그가 이름이 -닷타로 끝나는 굽타 부왕 가문의 조상이었다고 이론화했다. Tej Ram Sharma는 그가 나가 통치자였을 수 있으며, 그의 후계자들이 가문이 굽타의 종주권을 받아들인 후 벵골의 굽타 부왕으로 보내졌을 수 있다고 추측한다.
찬드라바르만
사무드라굽타 비문의 찬드라바르만은 현재 서벵골주 푸슈카라나(현대 파한나)의 통치자 찬드라바르만과 동일시된다. P. L. 굽타와 일부 초기 학자들은 이 통치자를 현재 마디아프라데시주 만드사우르에서 발견된 비문에 언급된 다른 찬드라바르만과 동일시했다. Tej Ram Sharma는 알라하바드 기둥 비문에 따르면 사무드라굽타가 아리아바르타의 모든 왕들을 "멸절시키고" 그들의 영토를 병합했다고 주장하며 이 식별에 이의를 제기한다. 그러나 만드사우르의 찬드라바르만의 형제인 나라바르만은 서기 404년에 봉신으로 통치하고 있었다.
가나파티나가
가나파티-나가는 나가 왕으로 확인된다. 가나파티라는 글씨가 새겨진 여러 주화가 파드마바티, 비디샤, 마투라에서 발견되었다. 이 주화에는 "나가"라는 접미사가 없지만, 스칸다-나가, 브리하스파티-나가, 데바-나가와 같은 다른 나가 왕들이 발행한 주화와 유사하다. 마투라에서 수백 개의 가나파티 주화가 발견되었기 때문에, 그는 마투라에 본부를 둔 나가 분파의 통치자였던 것으로 보인다.
나가세나
7세기 문헌 《하르샤차리타》는 "검은머리갈색찌르레기 새에 의해 비밀 계획이 폭로되어 파드마바티에서 비참한 최후를 맞이한" 나가 왕 나가세나를 언급한다. 이것이 역사적 인물을 묘사한다고 가정하면, 나가세나는 현재 마디아프라데시주 파드마바티에 본부를 둔 나가 분파의 통치자였던 것으로 보인다.
아츄타-난딘
아츄타-난딘은 비문에 이전에 언급된 아츄타와 동일인물로 보이며, 그의 이름은 운율 상의 이유로 이전 구절에서 짧게 줄였을 수 있다. 다른 이론은 아츄타와 난딘을 두 명의 다른 왕으로 식별한다.
아츄타는 현재 우타르프라데시주의 아히차트라의 통치자였으며, 그에게 귀속되는 주화가 발견되었다. 이 주화에는 "아츄"라는 글씨가 새겨져 있으며, 나가 통치자들이 발행한 주화와 유사하다. 이로 인해 사무드라굽타에게 패배한 아츄타-난딘이 아히차트라에 본부를 둔 나가 분파의 통치자였다는 주장이 제기되었다.
발라바르만
V. V. 미라시는 발라-바르만(또는 발라바르마)을 카우샴비의 마가 왕조 통치자로 확인했다. U. N. 로이는 발라-바르만이 처음에는 굽타의 봉신으로 복무했으며, 이름이 -바르만으로 끝나는 마우카리 왕들의 조상이었을 수 있다고 제안했다. 또 다른 이론은 그를 에란의 사카 통치자인 시리다라-바르만의 후계자와 동일시한다. 에란에서 그의 비문이 발견된 것으로 보아 사무드라굽타가 에란 왕조를 종식시켰을 수 있다.
K. N. 딕시트는 발라바르만을 카마루파의 바르만 왕조 통치자 발라바르만과 동일시했지만, 발라바르만은 사무드라굽타의 동시대 인물이 아니었다. 게다가 카마루파는 알라하바드 기둥 비문의 후반부에 별개의 국경 왕국으로 언급되어 있다.

### 숲 지역 정복
알라하바드 기둥 비문에 따르면, 사무드라굽타는 숲 지역(아타비카)의 모든 왕들을 복종시켰다. 이 숲 지역은 중앙 인도에 위치했을 수 있다. 이 지역을 통치했던 파리브라자카 왕조의 비문에는 그들의 조상 왕국이 18개 숲 왕국 내에 위치했다고 명시되어 있다.

### 국경 왕과 부족

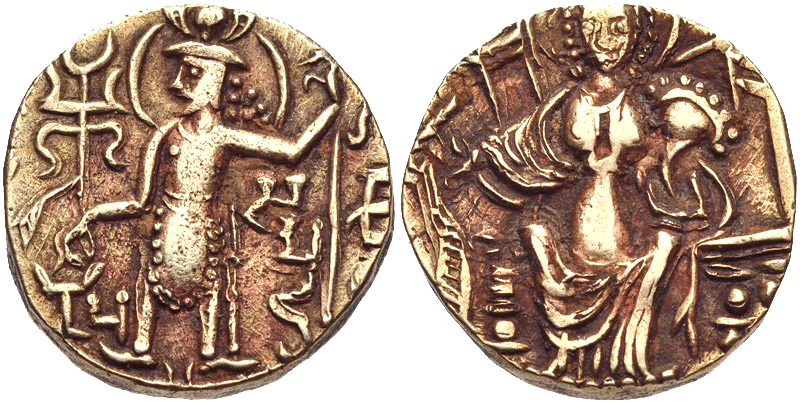
펀자브 지역에서 주조된 주화로, "사무드라"(사-무-드라)라는 이름과 문장이 새겨져 있다. 이 주화는 후기 쿠샨 제국 주화의 양식을 따랐으며, 마지막 쿠샨 통치자 키푸나다의 몰락 직후에 주조되었고, 북서 인도에서 최초의 키다라 훈족 주화보다 앞선다. 서기 350-375년경.

알라하바드 기둥 비문은 여러 국경 왕국과 부족 과두제의 통치자들이 사무드라굽타에게 조공을 바치고, 그의 명령에 복종하며, 그 앞에서 경의를 표했다고 언급한다. 비문은 다섯 왕국을 국경 영토로 명시한다. 부족들이 통제하는 지역도 사무드라굽타 왕국의 국경에 위치했을 것이다.
"사무드라굽타는 사마타타, 다바카, 카마루파, 네팔, 카르트리푸라의 국경 통치자들과 말라바족, 아르주나야나족, 야우데야, 마드라족, 아비라족, 프라르주나족, 사나카니카족, 카카족, 카라파리카족 및 기타 민족들이 모든 조공을 바치고, 명령을 수행하며, 그에게 경배하기 위해 (그의 궁정을) 방문하는 것으로 그의 강력한 통치가 잘 이루어졌다."— 알라하바드 기둥 비문의 22-23행 (재위 서기 350–375년).

역사가 우핀데르 싱은 이 국경 통치자들과 굽타 황제 간의 관계가 "봉건 관계의 특정 요소"를 가지고 있었다고 이론화한다. 역사가 R. C. 마줌다르에 따르면, 사무드라굽타의 아리아바르타와 닥시나파타 정복이 그의 명성을 높여서 국경 통치자들과 부족들이 싸움 없이 그에게 복종했을 가능성이 높다.
국경 왕국들은 다음과 같다.

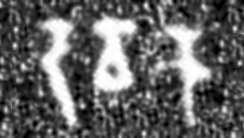
"다바카" (브라흐미 문자:) 알라하바드 기둥 비문

1. 현재 벵골에 위치한 사마타타.[70]
2. 현재 아삼주에 위치한 다바카.[70]
3. 현재 아삼주에 위치한 카마루파.[70]
4. 현재 네팔에 위치한 네팔.[70] 한 가지 이론에 따르면, 여기서 네팔은 리차비 왕국을 지칭하며, 그 통치자들은 사무드라굽타의 외가 친척이었을 수 있다.[71]
5. 카르트리푸라: 현재 우타라칸드주에 위치했을 가능성이 높다. 비문은 벵골에서 아삼, 네팔로 이어지는 지리적 순서로 국경 왕국들을 나열하는 것으로 보이며, 우타라칸드가 그 다음 순서에 해당한다.[70] 현재는 폐기된 이론은 카르트리푸라를 현재 카르타르푸르의 펀자브와 동일시했지만, 카르타르푸르는 훨씬 후인 16세기에 구루 아르잔에 의해 설립되었다.[70]

부족 과두제는 다음과 같다.
1. 말라바족: 사무드라굽타 시대에는 카르코타-나가라(현재 라자스탄의 나가르 요새)에 본부를 두었을 것으로 추정되며, 그곳에서 수천 점의 주화가 발견되었다.[73]
2. 아르주나야나족: 그들의 주화는 마투라 지역에서 발견되었다.[74] 화폐학자 존 앨런에 따르면, 아르주나야나족은 현재 델리, 자이푸르, 아그라를 잇는 삼각형 지역에 거주했다.[73]
3. 야우데야: 쿠샨족 이후 수틀레지강과 야무나강 사이 지역을 지배했다. 사무드라굽타의 조공국이 된 것으로 보인다.[75]
4. 마드라족: 일반적으로 라비강과 체나브강 사이에 위치한 것으로 본다.[75]
5. 아비라족: 금석학적, 문학적 증거에 따르면 그들은 사무드라굽타 시대에 서인도를 통치했다.[76]
6. 사나카니카족: 현재 마디아프라데시주 우다야기리 주변 지역을 통치했던 것으로 보인다. 우다야기리에서 발견된 비문은 사나카니카 추장이 찬드라굽타 2세의 봉신이었다고 언급한다. 이 추장과 그의 전임 두 명은 "마하라자"로 묘사되는데, 이는 사무드라굽타가 그들의 영토를 정복한 후 사나카니카 추장들이 자신의 총독으로 통치하도록 허용했음을 시사한다.[77]
7. 카카족: 그들은 고대 비문에 카카나다로 언급된 산치 언덕 주변 지역의 통치자였을 수 있다.[77]
8. 프라르주나족: 《아르타샤스트라》에 언급된 프라르주나카족과 동일시될 수 있지만, 그들의 위치는 불확실하다. 다양한 이론들은 그들을 중앙인도, 현재 나르싱푸르 또는 나르싱가르 근처의 마디아프라데시주 등에 위치시킨다.[78][79]
9. 카라파리카족: 그들은 다모흐구 바티야가르(또는 바티스가르)에서 발견된 14세기 석각 비문에 언급된 "카라파라스"(문자적으로 "도둑" 또는 "악당"[80])와 동일할 수 있다. 이 카라파라족는 이 지역의 원주민 부족 또는 자유 기병으로 다양하게 식별된다.[78]
  - 일부 후기 자료는 카라파라족이 외국 부족(아마도 몽골족)이었음을 시사하며, 딩갈어 텍스트는 "카라파라"라는 단어를 "무슬림"의 동의어로 사용하지만, 이러한 식별은 사무드라굽타 시대에는 적용되지 않는다.[78]
  - 또한 카라파리카족이 《푸라나》에 언급된 가르다빌라족과 동일하다는 추측도 있다. "카라"와 "가르다바"라는 단어가 모두 산스크리트어로 "당나귀"를 의미하기 때문이다. 그러나 가르다빌라스에 대해서는 역사적 자료에서 거의 알려진 바가 없다.[81]

### 다른 통치자와의 관계
사무드라굽타의 비문에는 여러 왕들이 그를 직접 찾아뵙고, 자신의 딸들을 결혼시켜(또는 다른 해석에 따르면, 처녀들을 선물하여) 그를 기쁘게 하려 했으며, 자신의 영토를 통치하기 위해 가루다가 새겨진 굽타 인장을 사용하려 했다고 언급되어 있다. 이 왕들 중에는 "다이바푸트라-샤히-샤하누샤히, 사카-무룬다족, 그리고 싱할라와 같은 섬나라 통치자들"이 포함된다.

#### 다이바푸트라-샤히-샤하누샤히

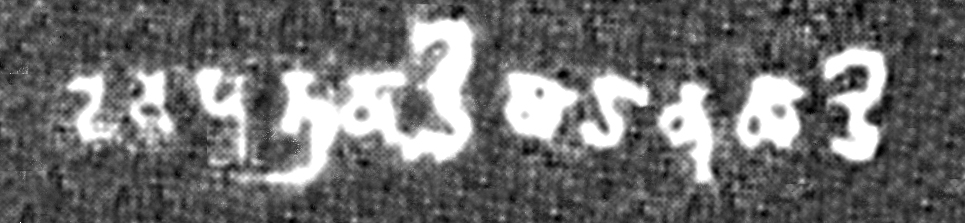
알라하바드 기둥 (23행)에 있는 중세 브라흐미 문자의 Devaputra Shāhi Shāhānu Shāhi 표현.

화폐학자 존 앨런은 다이바푸트라, 샤히, 샤하누샤히가 세 개의 다른 국가이거나, 혹은 샤히-샤하누샤히가 단일 국가라고 이론화했다. 역사가 D. R. 반다르카르는 다이바푸트라("데바푸트라의 후손")가 독립적인 이름이 될 수 없다고 주장하며, 다이바푸트라-샤히-샤하누샤히를 단일 통치자, 아마도 키다라 1세로 식별했는데, 그는 간다라 (현재 아프가니스탄)에 새로운 왕국을 세웠다.
역사가 Tej Ram Sharma에 따르면, 다이바푸트라는 쿠샨 제국의 왕(데바푸트라는 쿠샨 칭호)을 지칭하며, 샤히는 쿠샨족의 하위 분파를, 샤하누샤히는 사산 제국을 지칭한다. 이 왕들은 현재 펀자브와 아프가니스탄의 일부를 통치했다.
역사가 아슈비니 아그라왈은 처음에 사산 왕 샤푸르 2세의 봉신으로 통치했던 키다라가 사산 통치자를 전복시키기 위해 사무드라굽타와 동맹을 맺었을 수 있다고 이론화한다. 《라구밤샤》에서 굽타 궁정 시인 칼리다사는 그의 영웅 라구가 파라시카(페르시아인)를 물리쳤다고 언급한다. 아그라왈은 이 묘사가 키다라-굽타 연합군의 사산족에 대한 승리에서 영감을 받았을 수 있다고 추측한다.
에이브러햄 에랄리 등에 따르면, Devaputra Shāhi Shāhānu Shāhi라는 표현은 분명히 쿠샨 제후들을 지칭하며, 쿠샨 왕조의 칭호인 데바푸트라, 샤오, 샤오나노샤오, 즉 "신의 아들, 왕, 왕중왕"의 변형이다. 이는 알라하바드 비문 시대에 쿠샨족이 여전히 펀자브를 통치하고 있었지만, 굽타 황제의 종주권 아래에 있었음을 시사한다.
Hans T. Bakker에 따르면, Daivaputrasāhi의 후보는 간다라의 후기 쿠샨 왕들: 바수데바 2세 또는 키푸나다, 그리고 śaka-murunda에 대해서는 Konow와 Lüders를 따른다. 이들은 사무드라굽타의 알라하바드 비문에 나오는 이 구절이 murunda(즉, '지휘관')가 원래 사카 왕자들이 사용하던 칭호였음을 의심의 여지 없이 보여준다고 주장한다. şāhānuṣāhi는 '왕중왕' 샤푸르 2세를 지칭한다.
S. R. Goyal에 따르면, 사무드라굽타는 제국의 국경 안전과 서부 무역로 확보를 결심했다. 이러한 우려를 해결하기 위해 그는 전략적 움직임으로 키다라와 동맹을 맺었는데, 이는 사산 제국의 샤푸르 2세가 제기하는 위협에 대응하기 위한 것이었다. 이 동맹의 더 강력한 파트너로서 사무드라굽타는 키다라에게 상당한 지원을 제공했다. 이 협력은 매우 효과적임이 입증되었고, 키다라는 서기 367-368년에 사산족을 상대로 승리를 거두었다. 그러나 이러한 승리가 반드시 샤푸르 2세가 키다라나 사무드라굽타의 봉신이 되었음을 의미하지는 않는다.

#### 사카-무룬다
일부 학자들은 "사카-무룬다"라는 용어가 단일 실체를 지칭한다고 믿는다. 예를 들어, 스텐 코노우와 같은 학자들은 "무룬다"가 "군주"를 의미하는 사카 칭호라고 주장한다. 쿠샨족도 유사한 칭호를 사용했다(예를 들어, 카니슈카는 그의 제다 비문에서 "무로다"라는 칭호를 받았다).
K. P. Jayaswal과 같은 다른 학자들은 사카족과 무룬다족이 두 개의 다른 민족이라고 믿는다. 이 이론에 따르면, 여기서 사카족은 아마도 우자인의 서사트라프 통치자들을 지칭한다. 자야스와르은 《푸라나》가 13명의 무룬다 왕의 통치를 언급하고, 헤마찬드라의 《아비다나-친타마니》가 무룬다족을 람파카 (현재 아프가니스탄)의 사람들로 묘사한다고 지적한다. 그러나 아그라왈은 이러한 자료들이 비교적 후대에 작성되었으며, 사카족의 한 분파가 "무룬다족"으로 알려지게 되었을 가능성이 있다고 지적한다.

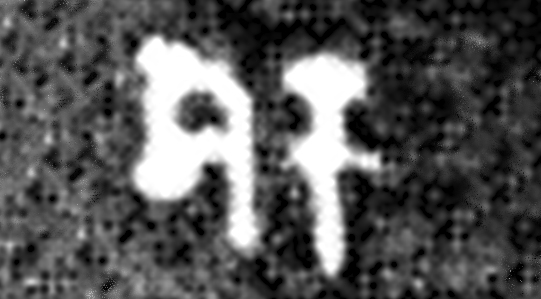
알라하바드 기둥 (23행)에 사무드라굽타가 언급한 패배한 "Śaka" 는 아마도 중앙 인도의 사카 통치자 스리다라바르만을 지칭할 것이다.

사무드라굽타 비문에 언급된 사카족의 정확한 위치는 확실하지 않다. V. A. 스미스는 그들을 서부 말와와 사우라슈트라 지역을 지배했던 서사트라프와 동일시했다. D. R. 반다르카르는 사카-무룬다족 통치자를 산치(카나케르하 비문)와 에란에서 비문이 발견된 사카족 통치자 스리다라바르만과 동일시했다. 에란은 그의 에란 비문에서 입증되듯이 사무드라굽타의 직접적인 통치 아래에 놓이게 되었다.

#### 심할라 및 기타 섬
중국 사료에 따르면, 싱할라(현 스리랑카의 아누라다푸라 왕국) 국왕 메가바르나는 자신의 왕국에서 온 순례자들의 편의를 위해 부다가야에 불교 승원을 짓기를 원했다. 그는 이 목적을 위해 풍부한 선물을 보냈고, 사무드라굽타는 승원 건설 요청을 승인했다. 시적 과장을 사용하여 사무드라굽타의 궁정 시인 하리세나는 이 외교 행위를 복종 행위로 묘사한 것으로 보인다. 마찬가지로 7세기 중국 여행가 현장은 이 수도원을 방문했을 때 메가바르나가 보낸 풍부한 선물을 조공으로 간주한 것으로 보인다. 그는 메가바르나가 "자신의 나라의 모든 보석을 인도 왕에게 조공으로 바쳤다"고 언급한다.
"다른 섬들"은 동남아시아의 인도화된 왕국일 수 있지만, 그들의 통치자들이 사무드라굽타에게 종속되었다는 증거는 없다. 그들은 아마도 굽타 제국에 사절단을 보냈고, 우호적인 관계를 유지했다. 탐랄리프티와 같은 굽타 제국의 항구들은 해상 경로를 통해 이 왕국들과 연결되었을 것이다. 이 왕국들에서 산스크리트어가 널리 사용된 것은 굽타의 영향으로 인한 것일 수 있다.

## 제국의 범위
사무드라굽타의 제국은 황제가 직접 통치하는 북인도의 핵심 영토를 포함했다. 또한, 그것은 수많은 군주국과 부족 조공국을 포함했다. 역사가 R. C. 마줌다르는 사무드라굽타가 서쪽의 라비강 (펀자브)에서 동쪽의 브라마푸트라강 (벵골과 아삼주)까지, 북쪽의 히말라야 산기슭에서 남쪽의 빈디아 언덕까지 뻗어 있는 지역을 직접 통치했다고 이론화한다. 그의 영토의 남서쪽 경계는 현재 카르날에서 빌사까지 그어진 가상의 선을 대략적으로 따랐다.
남쪽에서는 사무드라굽타의 제국에 현재 마디아프라데시주의 에란이 분명히 포함되었는데, 그곳에서 그의 비문이 발견되었다. 알라하바드 기둥 비문은 그가 남쪽의 칸치푸람까지 진격했음을 시사한다. 그러나 알라하바드 기둥 비문의 주장은 왕실의 찬사에서 나온 것이므로 주의해서 다루어야 한다. 남부 왕들은 그의 직접적인 종주권 아래 있지 않았다. 그들은 단지 그에게 조공을 바쳤을 뿐이다.
역사가 쿠날 차크라바르티에 따르면, 사무드라굽타의 군사 작전은 현재 펀자브와 라자스탄의 부족 공화국들을 약화시켰지만, 이 왕국들도 그의 직접적인 종주권 아래 있지 않았다. 그들은 단지 그에게 조공을 바쳤을 뿐이다. 사무드라굽타가 다른 왕들을 통제했다는 주장은 의심스럽다. 역사가 아슈비니 아그라왈은 가다하라 부족의 금화에 사무드라라는 글씨가 새겨져 있는데, 이는 사무드라굽타의 통제가 펀자브 지역의 체나브강까지 확장되었음을 시사한다고 지적한다.
J. F. 플리트와 같은 일부 초기 학자들은 데바라슈트라를 마하라슈트라주와, 에란다팔라를 에란돌과 동일시하여 사무드라굽타가 마하라슈트라주의 일부를 정복했다고 믿었다. 에란돌에서는 굽타 시대 유물이 발견되었다. 그러나 이 이론은 더 이상 정확한 것으로 간주되지 않는다.

## 주화
굽타 제국의 주화는 처음에는 쿠샨 제국의 주화에서 파생되었으며, 아대륙 북서부에서 사무드라굽타의 정복 이후 그들의 중량 표준, 기술 및 디자인을 채택했다. 굽타족은 심지어 쿠샨족으로부터 주화의 이름으로 디나라를 채택했는데, 이는 궁극적으로 로마 이름 데나리우스 아우레우스에서 유래했다. 사무드라굽타의 표준 주화 유형은 후기 쿠샨 통치자들의 주화와 매우 유사하며, 제단 위의 희생 장면, 후광 묘사를 포함한다. 차이점으로는 통치자의 머리 장식(쿠샨족의 뾰족한 모자 대신 몸에 꼭 맞는 모자), 삼지창 대신 가루다 표준, 그리고 사무드라굽타의 장신구가 인도적이라는 점이 있다.
산스크리트어 글씨가 새겨진 사무드라굽타의 다음 유형의 주화들이 발견되었다.
표준형
- 앞면 글씨: Samara-shata-vitata-vijayo-jita-ripurajito-divam-jayati. 번역: "백 번의 전투에서 끊임없이 승리하고 적들을 정복한 무적의 자가 천국을 차지한다."[114] 다른 번역: "백 번의 전투에서 승리가 퍼져나가 적들의 정복되지 않은 요새를 정복한 자가 천국을 차지한다."[115]
- 뒷면 글씨: Prakramah[115]

궁수형
- 사무드라굽타가 활을 왼손에, 화살을 오른손에 들고 완전한 복장을 하고 서 있는 모습을 묘사한다.[115]
- 앞면 글씨: Apratiratha vijitya kshitim sucharitair (or avnipatir) divam Jayati. 번역: "적대적인 전차에 의해 방해받지 않고 땅을 정복하며, 그의 선한 행위로 천국을 정복한다."[115]
- 뒷면 글씨: Apratirathah[115]

전투 도끼형
- 앞면 글씨: Kritanta-parshur-jayatyajitarajajetaji-tah. 번역: "크리탄타(죽음의 신)의 도끼를 휘두르며, 정복되지 않은 왕들의 무적의 정복자가 승리한다"[115]
- 뒷면 글씨: Kritanta-parashuh[115]

호랑이 사냥꾼형
- 터번과 허리띠를 착용한 왕이 호랑이를 밟는 모습을 묘사한다.[115]
- 글씨: Vaghra-prakramah. 번역: "호랑이의 용맹을 지닌 자".[115]

리라 연주자형
- 사무드라굽타가 허리띠를 착용하고 소파에 양반다리로 앉아 무릎에 놓인 비나를 연주하는 모습을 묘사한다.[115]
- 글씨: 왕의 이름[115]

아슈바메다형
- 뒷면에 "왕들의 주인이자 말 희생제를 수행하여 땅을 보호하고 하늘을 정복한 자"라는 앞면 글씨가 새겨져 있다.[116]
  - 일부 주화에는 "왕들의 주인이자 저항할 수 없는 용맹을 지니고 땅을 보호하여 하늘을 차지한 자"라는 대체 글씨가 있다.[116]
- 뒷면 글씨: Ashvamedha-prakramah ("말 희생제를 수행할 용맹을 지닌 자")

화폐학자 존 앨런을 포함한 여러 학자들은 찬드라굽타와 쿠마라데비의 초상화가 새겨진 금화가 사무드라굽타가 그의 부모를 기리기 위해 발행한 것이라고 생각한다. 반면 다른 학자들은 이 주화의 발행을 찬드라굽타 자신에게 귀속시킨다.
- 사무드라굽타의 주화
- 사무드라굽타의 금화
- 찬드라굽타 1세의 기념형 주화: 이 주화는 찬드라굽타 1세의 이름으로 되어 있지만, 찬드라굽타의 다른 주화 유형이 알려져 있지 않기 때문에, 그의 아들 사무드라굽타가 발행한 기념 주화로 여겨진다.[120][106][108]
- 아슈바메다형 주화
- 리라 연주자형 주화

## 비문

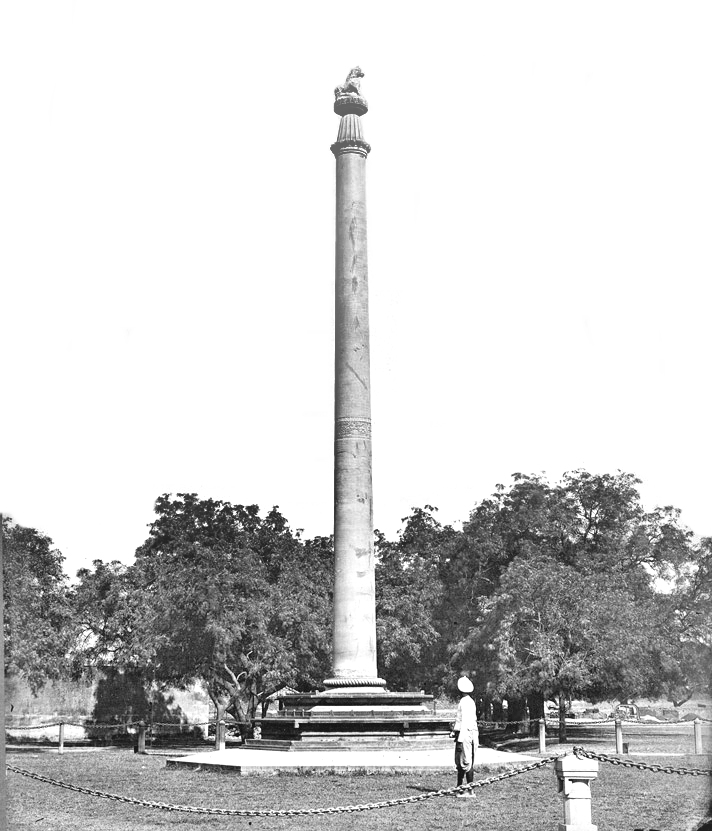
알라하바드 기둥의 사무드라굽타 비문.

사무드라굽타 통치 시대의 비문 두 개가 발견되었다.
- 알라하바드 기둥 비문
- 에란 석각 비문

플리트는 알라하바드 기둥 비문이 사후에 작성되었으며 찬드라굽타 2세의 통치 기간에 발행되었다고 이론화했지만, 현대 학자들은 이 이론에 동의하지 않는다.
다른 두 기록은 사무드라굽타의 통치 시대에 귀속되지만, 이 기록들의 진정성은 논란의 여지가 있다.
- 날란다 비문, 재위 5년
- 가야 비문, 재위 9년

두 비문 모두 굽타 관리 고파스와민의 명령으로 작성되었다고 명시한다. 찬드라굽타 2세의 마투라 석각 비문처럼, 이 기록들은 사무드라굽타를 "아슈바메다 제사의 복원자"로 묘사한다. 사무드라굽타 통치 초기에 발행된 기록들이 나중에 알라하바드 기둥 비문에는 나타나지 않는 이 주장을 언급한다는 점이 의심스럽다. 한 가지 가능성은 이 기록들이 사무드라굽타 통치 기간에 발행되었지만, 일정 시간이 지난 후 손상되어 찬드라굽타 2세의 통치 기간에 복원되었다는 것이다.

### 에란 비문

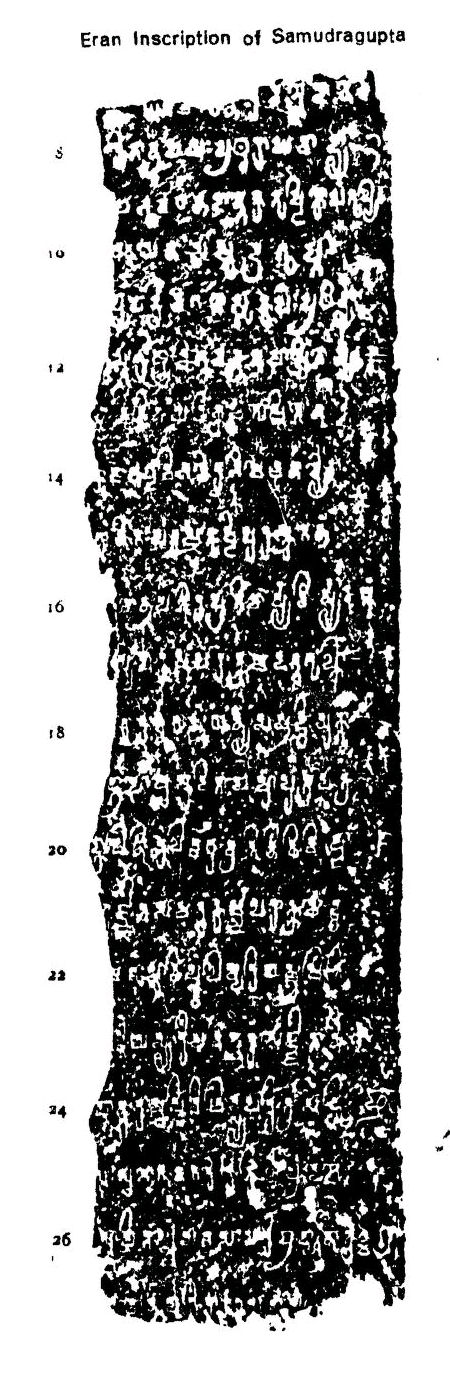
사무드라굽타의 에란 비문.

에란에서 발견된 사무드라굽타의 비문은 산치(카나케르하 비문)와 에란의 다른 비문에서 이미 알려진 지역 사카족 통치자 스리다라바르만의 비문을 계승하는 것으로 보인다. 따라서 사무드라굽타는 서부 원정에서 스리다라바르만을 축출했을 수 있다. 사무드라굽타의 에란 비문은 현재 콜카타의 인도 박물관에 보관되어 있다. 붉은 사암으로 된 이 비문은 파괴된 멧돼지 사원 서쪽에서 멀지 않은 곳에서 발견되었다. 내용은 다음과 같다.

(1행부터 6행까지는 첫 구절 전체와 두 번째 구절의 절반이 완전히 부서져 사라졌다.) 

(7행.)— ....................................금을 주면서 ...................................... [누구에 의해] 프리투와 라가바 그리고 다른 왕들이 [빛을 잃었는가.] 

(9행.)— . . . . . . . . . 그곳에는 사무드라굽타가 있었다. (각각) 쾌락과 분노에서 (신들) 쿠베라와 안타카와 같았다. . . . . . . . . . . . . . . . . . 정책으로; (그리고) [누구에 의해] 지상의 모든 왕족이 [전복되어] 주권의 부를 잃었는가;— 

(13행.)— [누구는], . . . . . . . . . 헌신과 정책과 용기로 만족했으며,—'왕'이라는 칭호에 속하는 기름 부음 등으로 이루어진 영광으로,— (그리고) . . . . . . . . . . . 최고 만족과 결합하여,— .................. (이었다) 그 힘을 저항할 수 없는 왕;— 

(17행.)— [누구에 의해] 덕망 있고 충실한 아내가 결혼했는가. 그녀의 혼수는 (그의) 남성다움과 용맹으로 마련되었다. 그녀는 [코끼리]와 말과 돈과 곡식을 풍부하게 소유했다. 그녀는 .............의 집에서 즐거워했다; (그리고) 많은 아들과 손자들과 함께 다녔다;— 

(21행.)— 전투에서의 그의 행위는 용맹으로 타올랐다; (그의) . . . . . . 매우 강력한 명성은 항상 주위를 맴돈다; 그리고 그의 적들은 꿈의 휴식 시간에도 (그의). . . . . . . 전쟁에서 강력한 것을 생각할 때 두려워한다; — 

(25행.) . . . . . . . . . . . . . . . . . . . . 자신의 즐거움의 도시인 아이리키나(에란)의 한 장소에서 . . . . . . . . . . . . 자신의 명성을 높이기 위해 세워졌다. 

(27행.) — . . . . . . . . . . . . . . . . . . . . . . . . . 왕이 . . . . . . . 라고 말했을 때 

(비문의 나머지 부분은 완전히 부서져 사라졌다.)— 사무드라굽타의 에란 비문

## 종교
사무드라굽타의 에란 비문은 사원에 비슈누 신상을 설치한 것을 기록한다. 사무드라굽타에게 귀속되는 날란다 및 가야 비문은 그를 명시적으로 비슈누의 헌신자(parama-Bhagavata)로 칭한다. 그는 또한 불교에 대해서도 관대했으며, 아누라다푸라 왕국 왕 메가바르나가 그의 영토 내 부다가야에 불교 수도원을 건설하는 것을 허용했다.
알라하바드 기둥 비문은 사무드라굽타가 브라만교의 사트라(소마 희생) 및 딕샤 의식을 수행하는 데 전념했다고 명시한다. 이 비문은 그를 "수백 개의 수천 마리의 소를 준 자"로 묘사한다. 그의 아들 찬드라굽타 2세의 마투라 석각 비문 또한 그를 "수백만 마리의 소와 금"을 준 자로 묘사한다. 사무드라굽타가 이 소들을 자신의 사트라 및 딕샤 의식을 주관한 브라만들에게 기증한 것으로 보인다. 에란 비문은 사무드라굽타가 금을 주는 데 프리투, 라가바 및 기타 전설적인 왕들을 능가했다고 명시한다.
알라하바드 기둥 비문은 그의 신성한 왕권을 암시하며, 그를 파라마 푸루샤(지고한 존재)와 쿠베라, 바루나, 인드라, 안타카(야마)와 같은 신들과 비교한다. 에란 비문은 그가 각각 쾌락과 분노에서 쿠베라와 야마와 같았다고 명시한다. 마투라 석각 비문도 그를 쿠베라, 바루나, 인드라, 야마 신들과 같다고 묘사한다.

### 아슈바메다
사무드라굽타는 고대 인도 왕들이 제국의 주권을 증명하기 위해 사용했던 아슈바메다 의식을 수행했으며, 이 수행을 기념하기 위해 금화 (주화 절 참조)를 발행했다. 사무드라굽타의 손녀이자 바카타카 왕비였던 프라바바티-굽타의 동판 비문은 그를 여러 차례 말 희생제를 수행한 자로 묘사한다. 한 가지 이론에 따르면, 사무드라굽타는 실제로 아슈바메다 주화에 두 가지 다른 전설이 존재하는 것으로 보아 여러 차례 말 희생제를 수행했다. 다른 이론은 이 주장이 사무드라굽타나 그의 후계자들의 비문에는 나타나지 않으므로 프라바바티-굽타의 비문 주장을 과장 또는 필사 오류로 일축한다.
찬드라굽타 2세의 마투라 석각 비문은 사무드라굽타를 "오랫동안 중단되었던 아슈바메다 희생제를 복원한 자"(스미스 번역)로 묘사한다. 이 주장은 후속 굽타 왕들의 비문과 사무드라굽타에게 귀속되는 위작 가야 및 날란다 비문에도 나타난다. 그러나 바라시바, 바카타카, 샬란카야나, 팔라바 왕조를 포함한 여러 왕들이 이전 수년 동안 아슈바메다를 수행했다. 다양한 학자들이 이 이상 현상을 다르게 설명하려고 시도했다. H. C. 라이차우두리는 굽타 궁정 시인이 이 왕들에 대해 알지 못했다고 주장한다. R. C. 마줌다르에 따르면, 사무드라굽타는 수세기 동안 마가다 지역에서 희생제를 수행한 최초의 왕이었다. 마줌다르는 또한 바라시바, 바카타카 및 기타 근현대 왕들이 수행한 아슈바메다 의식은 "종교적인 성격이 더 강했다"고 이론화하는 반면, 사무드라굽타의 의식은 실제로 제국의 주권을 증명하는 것을 포함했다. 마찬가지로, S. K. 아이얀가르와 D. R. 반다르카르와 같은 학자들은 다른 왕들과 달리 사무드라굽타가 "본격적인" 아슈바메다 의식을 수행했다고 이론화한다. 다른 학자들, 예를 들어 V. S. 파탁과 자간나트 아그라왈은 그 구절을 사무드라굽타가 오랫동안 지속된 말 의식을 수행했다는 의미로 해석한다.
사무드라굽타 자신의 알라하바드 기둥 비문의 현존하는 구절들은 아슈바메다 의식을 언급하지 않는다. 한 가지 이론에 따르면, 이 비문은 의식의 시작을 기념하기 위해 세워졌으며, 희생자의 찬양은 아슈바메다 의식의 필수적인 부분이었기 때문이다. 현재 유실된 처음 네 줄에 의식에 대한 언급이 포함되어 있었을 가능성이 있다.

## 인격
사무드라굽타의 주화는 그를 키가 크고 근육질의 체격을 가진 남자로 묘사한다. 알라하바드 기둥 비문은 그를 "낮은 자, 가난한 자, 무력한 자, 고통받는 자에게 구제를 제공하는 데 몰두한 마음"을 가진 자로 묘사하며 자비로운 통치자로 묘사한다. 또한 그가 왕국을 잃었던 많은 왕실, 심지어 그에게 패배했던 왕들도 복위시켰다고 언급한다. 동시에 그는 엄격한 행정(Prachanda shasana)을 유지했다고 명시한다.
비문은 사무드라굽타가 시적인 작품으로 인해 학자들 사이에서 유명해졌으며, "시인왕"이라는 칭호를 얻었다고 명시한다. 이는 그가 시적인 작품을 몇 편 작곡했지만, 그 작품들은 현재 남아 있지 않음을 시사한다.
비문은 또한 사무드라굽타가 아름다운 음악 연주로 천상의 음악가 툼부루와 나라다를 부끄럽게 했다고 자랑한다. 사무드라굽타의 음악적 재능은 그가 비나를 연주하는 모습이 새겨진 그의 금화로도 뒷받침된다.
비문은 사무드라굽타의 지혜와 지성을 칭찬하며, 그의 날카로운 지성으로 신들의 군주(즉, 브리하스파티)의 스승을 부끄럽게 했다고 명시한다.

## 유산
빈센트 스미스는 사무드라굽타의 뛰어난 군사 작전과 전략적 능력 때문에 그를 "인도의 나폴레옹"이라고 불렀다. 그의 업적에는 아리아바르타의 적들을 완전히 물리친 것, 데칸고원 전역에 걸쳐 장거리의 험난한 지형을 넘나드는 광범위한 원정, 그리고 인더스강을 건너는 주목할 만한 원정이 포함된다. 이 마지막 원정은 사무드라굽타 본인이나 그의 아들 찬드라굽타 2세가 이끌었을 수 있으며, 그의 뛰어난 군사 기술과 전략적 통찰력을 보여주었다.
사무드라굽타와 나폴레옹의 비교는 여러 면에서 적절하다. 두 통치자 모두 제국을 대체로 유사한 방식으로 조직했다. 나폴레옹의 제국은 프랑스를 중심으로 인접한 네덜란드, 벨기에, 독일, 이탈리아 지역을 포함했으며, 스페인, 라인 동맹, 바르샤바 대공국, 이탈리아 왕국, 나폴리 왕국과 같은 동맹국 및 보호국의 네트워크로 둘러싸여 있었다. 마찬가지로 사무드라굽타의 제국은 신드주, 카슈미르의 대부분, 서부 라자스탄과 같은 지역을 제외한 북인도 거의 전체를 포함했다.
사무드라굽타의 제국은 광대하고 전략적으로 조직되었다. 그것은 현대 우타르프라데시주, 비하르주, 벵골의 일부, 그리고 동부 말와의 상당 부분을 거의 전부 포함했다. 조공국의 고리 너머에는 북서쪽의 사카와 쿠샨 제국의 제후국들, 데칸고원의 12개 주, 케랄라주, 그리고 심할라 (스리랑카)와 여러 다른 섬들이 있었다. 이 지역들은 동맹국이거나 제국에 경의를 표하도록 강요받았으며, 조공국의 주요 고리 너머에 두 번째 방어선을 형성했다.
사무드라굽타의 제국 구조는 나폴레옹의 조직 전략과 유사하여, 강력한 중앙 핵심이 우호적인 국가와 종속국으로 둘러싸여 있었다. 나폴레옹과 마찬가지로 사무드라굽타도 당시 지배적인 이념에 영향을 받았다. 그의 알라하바드 프라샤스티(비문)는 그의 *차크라바르티트바* 또는 보편적 주권에 대한 열망을 반영하는데, 이는 굽타 시대에 널리 퍼져 있던 힌두교 이상으로, 인도 전역에 대한 지배권을 확립하고자 했다. 이 이상은 나폴레옹이 꿈꾼 프랑스 헤게모니 하의 유럽 연방과 비교될 수 있다. 워털루 전투 이후 야망이 꺾인 나폴레옹과 달리 사무드라굽타는 자신의 비전을 성공적으로 실현하고 아슈바메다 (말 희생제) 수행으로 업적을 기념했다.
사무드라굽타가 거행한 아슈바메다는 '치로차나'라는 용어로 지칭되는 정교한 형태의 의례였다. 이는 당시에 더 흔했던 약식 형태가 아니었다. 이 성대한 의례는 알라하바드 프라샤스티 비문이 새겨진 후에 거행되었다고 일반적으로 믿어진다. 그러나 아슈바메다가 비문과 거의 같은 시기에 거행되었을 가능성도 있다.
알라하바드 프라샤스티는 사무드라굽타의 아슈바메다 제사와 함께 작성된 것으로 여겨진다. '치로차나'라고 불리는 이 정교한 형태의 제사는 제사를 지내는 사람과 옛 왕들을 찬양하는 찬가인 '프라테야'를 포함했으며, 이는 라자냐를 포함한 류트 연주자들이 세 편의 자작곡을 불렀다. 프라샤스티가 새겨진 아소카 기둥은 제사 동안 장식용 기둥으로 사용되었을 가능성이 있다. 프라야가(현대 알라하바드)는 굽타 왕조의 본거지였다.
사무드라굽타의 통치는 아소카 황제의 불교 장려 이후 쇠퇴했던 브라만교의 중요한 부흥을 기록했다. 사무드라굽타는 아소카의 불교 이상에 대한 힌두교적 반응을 대표한다. 아소카는 힘보다는 정의(다르마)를 통해 정복하는 통치자, 즉 *차크라바르티 다르미카 다르마라자*가 되고자 한 반면, 사무드라굽타는 군사적 정복을 통해 전통적인 *차크라바르틴*이 되는 것을 목표로 했다. 두 황제 모두 *다르마 비자이인* (정의를 통한 승리자)으로 여겨졌지만, 정의를 달성하는 개념은 달랐다. 아소카는 종교의 도덕적 측면을 강조한 반면, 사무드라굽타는 전통적인 무술 및 정치적 권위를 강조했다.
비크라마디티야가 실존 인물인지 전설인지는 미해결 상태이다. 그러나 사무드라굽타가 비크라마라는 칭호를 사용한 최초의 역사적 통치자라는 점은 잘 확립되어 있다. 비크라마디티야 전설의 요소는 사무드라굽타와 그의 아들 찬드라굽타 2세 모두에게서 찾아볼 수 있으며, 이는 그들의 인물과 업적을 반영한다.

## 로마 주재 인도 대사관
로마 역사가에 따르면, 서기 351년에 인도 사절단이 로마에 도착했지만, 이미 그 이전에 인도에서 파견된 것이었다. 이 사건은 4세기 중반 인도의 정치적 상황과 관련하여 역사적으로 중요한 의미를 지닌다.
서기 361년 이전에 로마는 사산 제국과 전쟁 중이었다. 이 시기에 인도의 저명한 통치자였던 사무드라굽타가 사절단을 보내 사산족에 대한 로마의 노력을 지지하려 했을 가능성이 있다. 샤푸르 2세에 대항하여 키다라와 동맹을 맺음으로써 사무드라굽타는 사산 군대를 바쁘게 하고 주의를 분산시키려 했을 것이다.
박트리아와 북서부 인도의 정치적 역동성에 비추어 볼 때, 칼리다사의 저서 "라구밤샤"에 나타난 라구의 정복 묘사가 사무드라굽타의 실제 역사적 원정에 기반을 두고 있다는 주장이 제기된다. 칼리다사는 라구의 군사 원정을 묘사하는데, 여기에는 데칸고원의 트리쿠타 정복과 그 이후 파라시카스, 훈족, 캄보자족에 대한 원정이 포함된다.
따라서 칼리다사의 서사시는 당시의 실제 역사적 상호 작용과 갈등을 반영하여 그 시대의 정치 및 군사적 상황에 대한 문학적 관점을 제공할 수 있다.

## 계승
굽타 왕조의 공식 기록에 따르면, 사무드라굽타는 그의 아들 찬드라굽타 2세가 계승했는데, 그는 닷타데비의 아들이었다. 부분적으로 유실된 산스크리트어 연극 《데비찬드라굽탐》의 재구성을 바탕으로, 현대 역사가 중 일부는 사무드라굽타가 처음에는 라마굽타 (아마도 장남)에게 계승되었고, 그 후 찬드라굽타 2세에게 폐위되었다고 믿는다.

## 참고 자료
- Ajay Mitra Shastri (1995). 《Inscriptions of the Śarabhapurīyas, Pāṇḍuvaṁśins and Somavaṁśins》. Motilal Banarsidass. ISBN 978-81-208-0637-5.
- Ashvini Agrawal (1989). 《Rise and Fall of the Imperial Guptas》. Motilal Banarsidass. ISBN 978-81-208-0592-7.

사무드라굽타의 주화
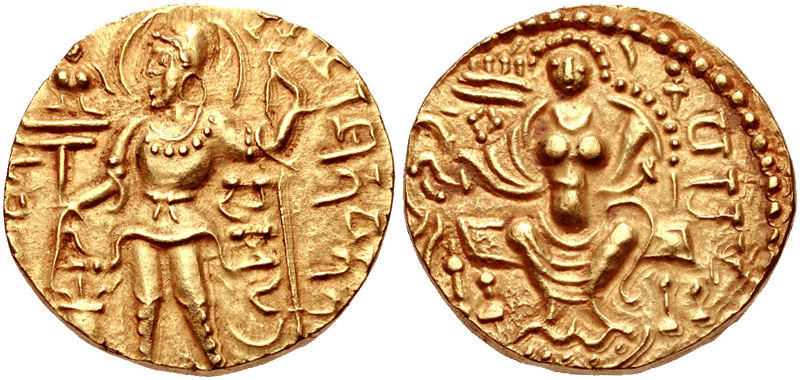
사무드라굽타의 금화
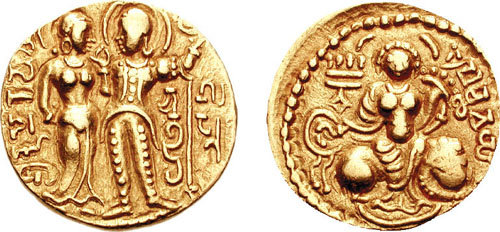
찬드라굽타 1세의 기념형 주화: 이 주화는 찬드라굽타 1세의 이름으로 되어 있지만, 찬드라굽타의 다른 주화 유형이 알려져 있지 않기 때문에, 그의 아들 사무드라굽타가 발행한 기념 주화로 여겨진다.
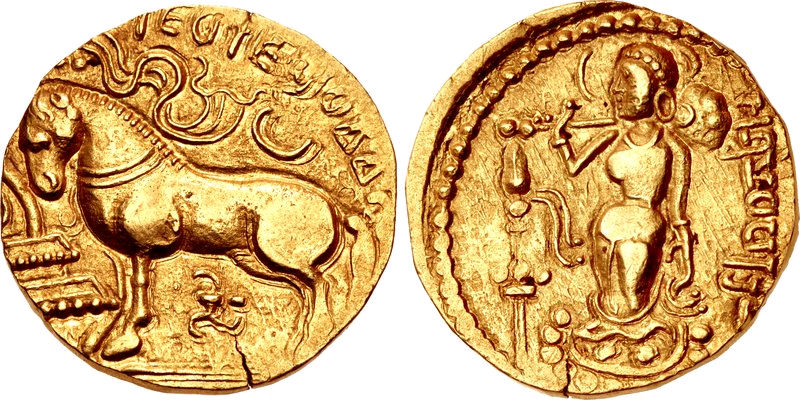
아슈바메다형 주화
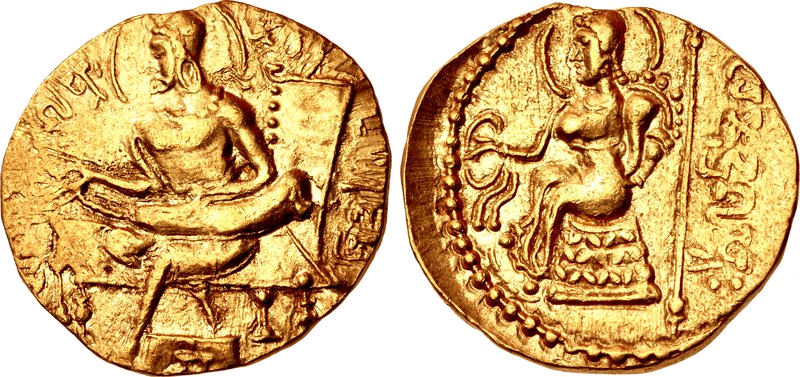
리라 연주자형 주화

- K. Chakrabarti (1996). 〈Origin and political history of the Guptas〉.   Ahmad Hasan Dani; B. A. Litvinsky. 《History of Civilizations of Central Asia: The crossroads of civilizations, A.D. 250 to 750》. UNESCO. ISBN 978-92-3-103211-0.
- Lallanji Gopal (1969). 《Samudragupta》. National Book Trust. OCLC 583078075.
- R. C. Majumdar (1981). 《A Comprehensive History of India》. 3, Part I: A.D. 300–985. Indian History Congress / People's Publishing House. OCLC 34008529.
- Shankar Goyal (2001). 《Problems of Ancient Indian History: New Perspectives and Perceptions》. Book Enclave. ISBN 978-81-87036-66-1.
- Upinder Singh (2008). 《A History of Ancient and Early Medieval India: From the Stone Age to the 12th Century》. Pearson Education India. ISBN 978-81-317-1120-0.
- Tej Ram Sharma (1978). 《Personal and Geographical Names in the Gupta Inscriptions》. Concept. 258쪽. OCLC 249004782.
- Tej Ram Sharma (1989). 《A Political History of the Imperial Guptas: From Gupta to Skandagupta》. Concept. ISBN 978-81-7022-251-4.
- Upinder Singh (2017). 《Political Violence in Ancient India》. Harvard University Press. ISBN 978-0-674-98128-7.

## 더 읽어보기
- Dilip Kumar Ganguly (1987). 《The Imperial Guptas and Their Times》. Abhinav. ISBN 978-81-7017-222-2.